# Yunclillos
Yunclillos är en kommun i Spanien.   Den ligger i provinsen Toledo och regionen Kastilien-La Mancha, i den centrala delen av landet, 50 km sydväst om huvudstaden Madrid. Antalet invånare är 856. Arean är 31 kvadratkilometer.
Terrängen i Yunclillos är platt.